# غاريقون أغبس سبط الألياف
غاريقون أغبس سبط الألياف (الاسم العلمي: Agaricus fuscofibrillosus) هو نوع من الفطريات يتبع جنس الغاريقون من الفصيلة الغاريقونية.